# St. Barbara (Herbitzheim)

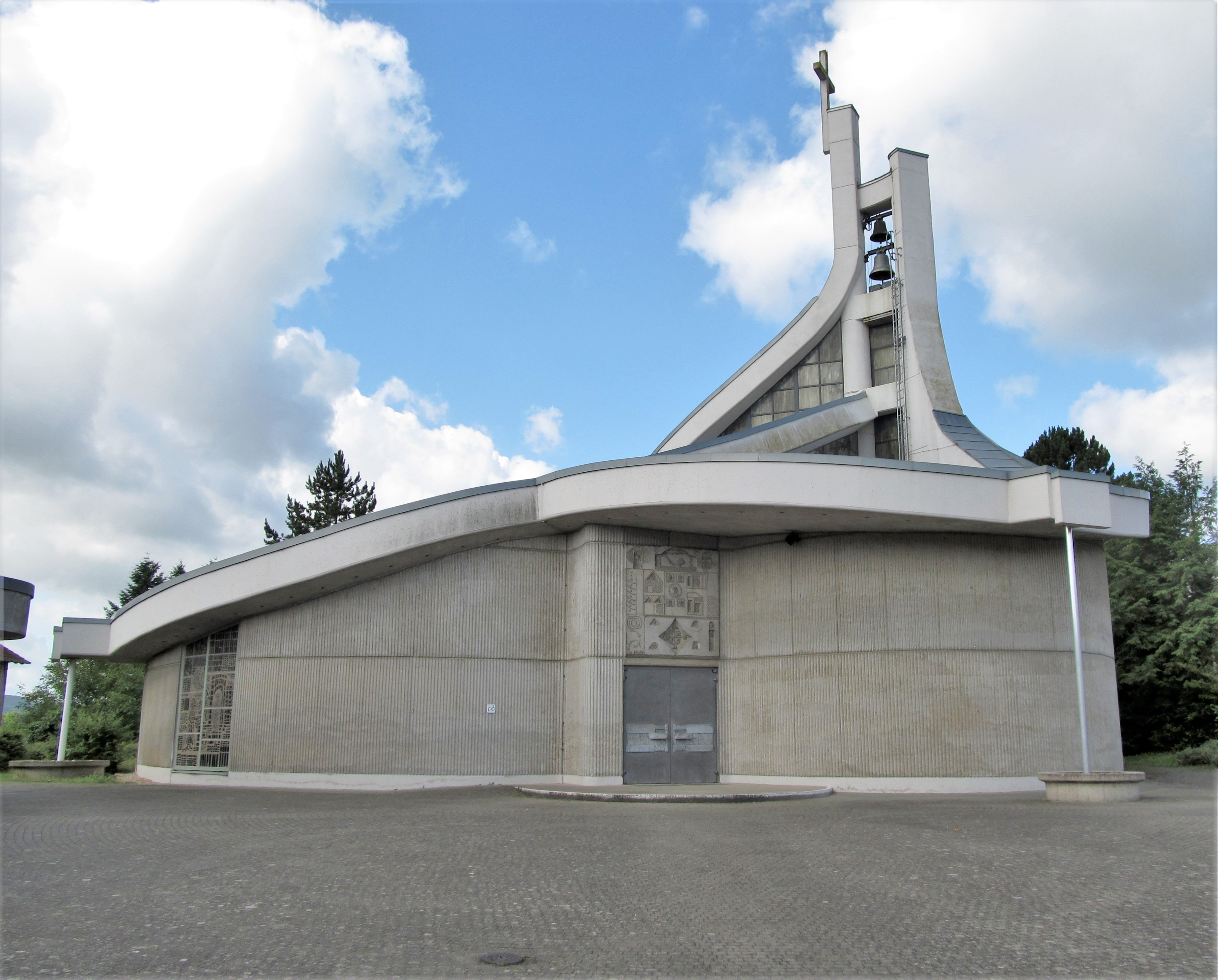
Herbitzheim, St. Barbara

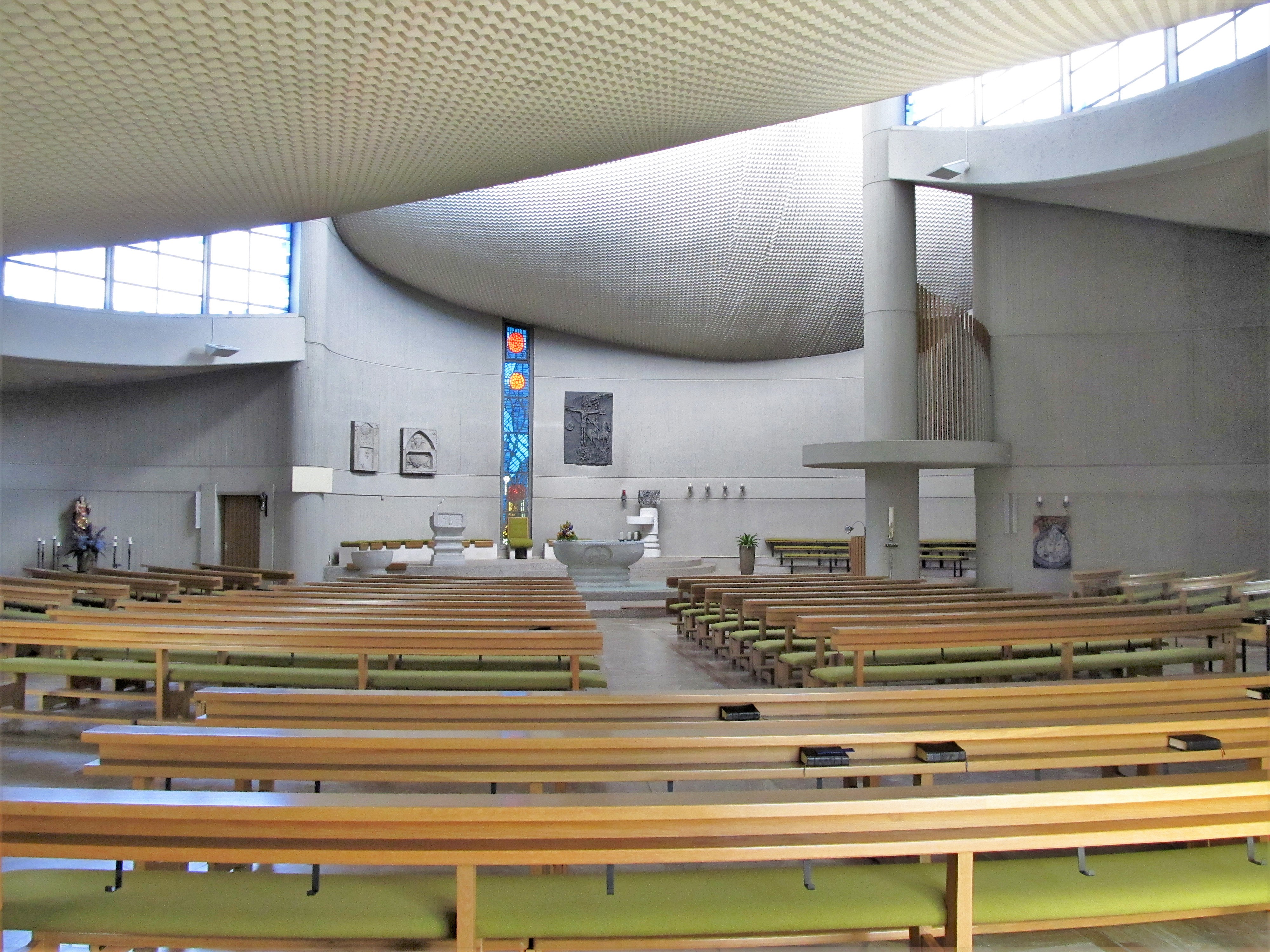
Herbitzheim, St. Barbara innen

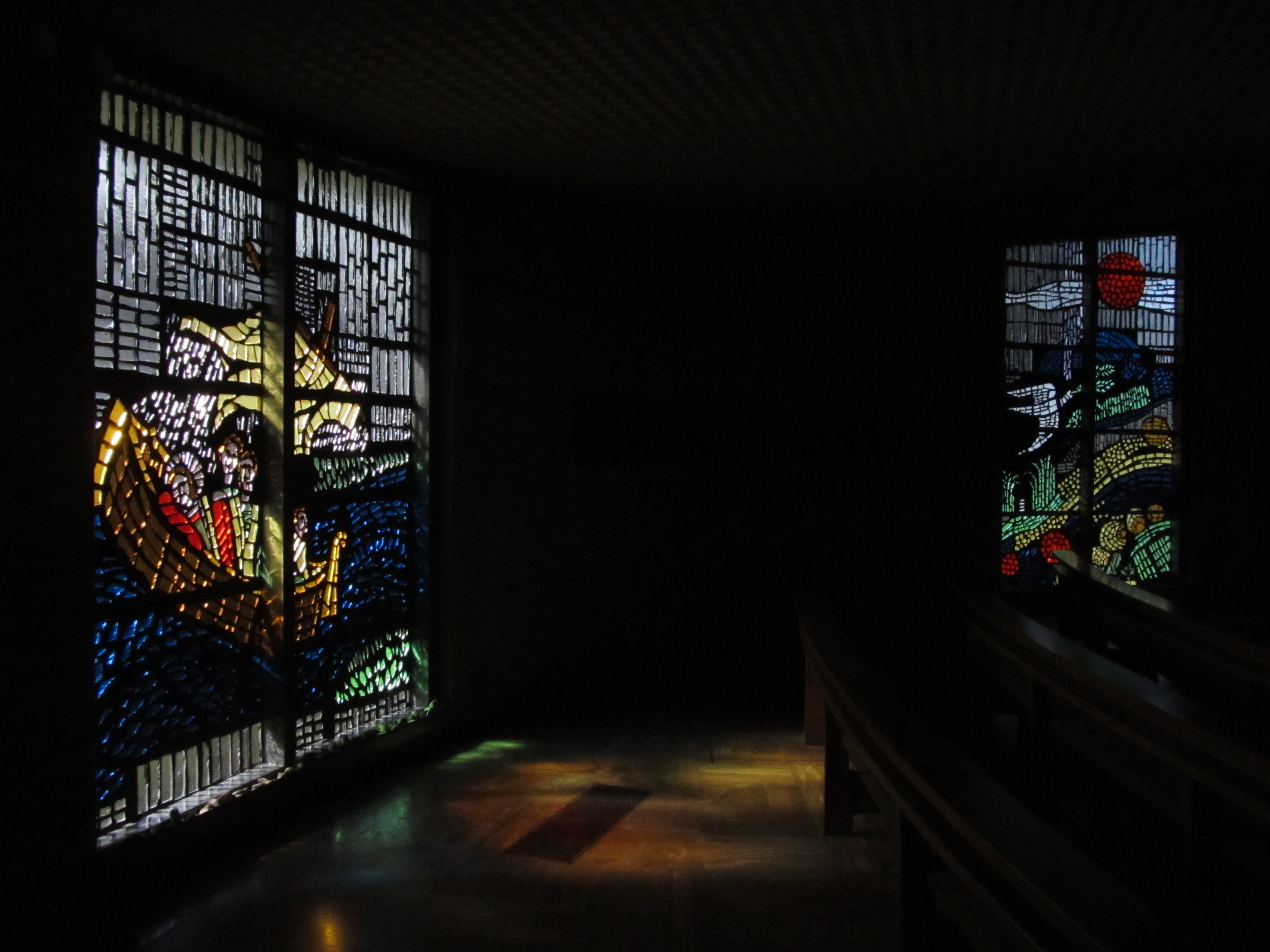
Herbitzheim, St. Barbara Fenster

Die Barbarakirche in Herbitzheim, einem Ortsteil der Gemeinde Gersheim im Saarpfalz-Kreis (Saarland), ist ein 1975 in Leichtbeton errichtetes römisch-katholisches Kirchengebäude.

## Geschichte
Am 6. Februar 1927 wurde in Herbitzheim ein Kirchenbauverein gegründet mit der Zielsetzung, eine kleine Kirche in Herbitzheim zu errichten. Erst am 5. Mai 1973 konnte der Grundstein  gelegt werden, nachdem ein Eigenkapital von nahezu 300.000 € an Spenden gesammelt worden war. Am 17. August 1975 konnte die neue Kirche geweiht werden. Sie ist Filialkirche Gemeinde St. Mauritius Rubenheim, das zur Pfarrei Heilig Kreuz Gersheim im Dekanat Saarpfalz des Bistums Speyer gehört, und trägt das Patrozinium der heiligen Barbara von Nikomedien.

## Architektur
Die Linienführung und formale Gestaltung der Kirche fand ihr Architekt Alois Atzberger, Leiter des Bischöflichen Bauamtes im Bistum Speyer, in der Natur vorgebildet. Der Längsschnitt durch ein Schneckenhaus zeigt ähnlich angelegte Gänge und Windungen, die sich nach oben verjüngen und im Scheitelpunkt auslaufen. Das Gotteshaus möchte in seinem gerundeten Grundriss alle Bewegungen in sich aufnehmen, sie im Altarraum sammeln und wie in einer Spirale oben in Gott verankern, wohin das Turmkreuz zeigt. Alles an und in der Kirche macht diese Bewegung mit. Deshalb sind alle über dem Erdboden liegenden Bauteile in Leichtbeton erstellt, einem Material, das die erforderlichen Biegeelemente zulässt und auftretende Schübe elastisch auffängt und an die Gesamtkonstruktion weitergibt.
Der eigenwillige Innenraum endet in einer unregelmäßig geformte Hängedecke, für die Leichtbeton aus Blähtonschiefer Verwendung fand, und erhält durch farbige Betonglasfenster leuchtende Lebendigkeit. Der Fußboden aus Travertin und die auf den Altar konzentrierten Naturholzbänke führen den Besucher hin zum Altar, der die Blicke sammelt.

## Ausstattung
- Passionsbild im Chorraum
- Kreuzwegmeditation aus Aluguss an der Rückwand
- geschnitzte Madonna aus Zirbelholz aus der Renaissancezeit, wahrscheinlich aus dem Rhonetal im Wallis
- farbige Betonglasfenster mit biblischen Motiven und in den Raum eingefügten Betonreliefs von Emil Wachter aus Karlsruhe